# رایانه‌های هاروارد

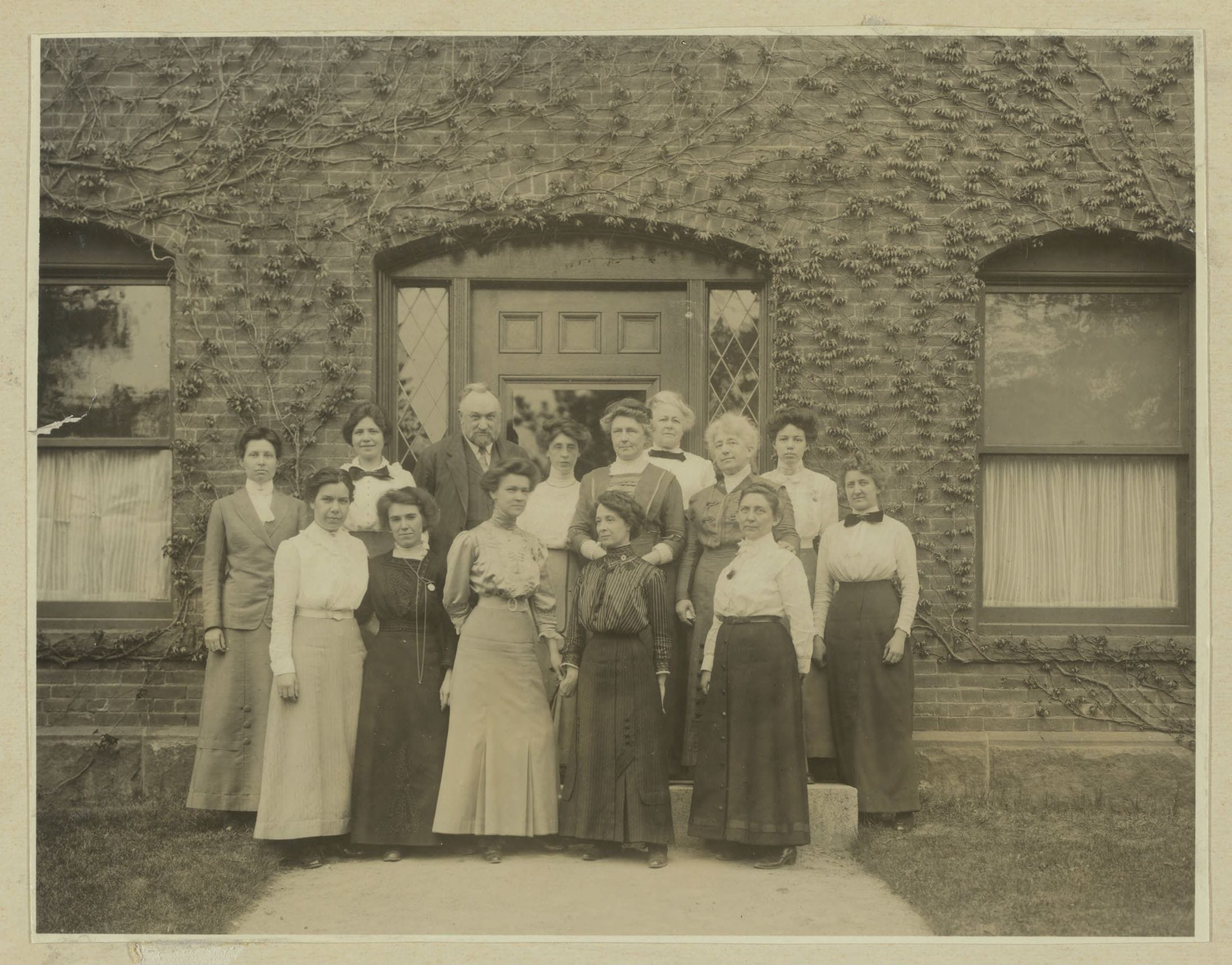
پیکرینگ و رایانه‌هایش ایستاده در مقابل ساختمان C در رصدخانه دانشگاه هاروارد، ۱۹۱۳ مه ۱۳

رایانه‌های هاروارد (به انگلیسی: Harvard Computers) ادوارد چارلز پیکرینگ (مدیر رصدخانه هاروارد ۱۸۷۷–۱۹۱۹) تصمیم به استخدام کردن زنان به عنوان کارگران ماهر در رصدخانه هاروارد برای پردازش داده‌های نجومی گرفت. از آنها می‌توان به ویلیامینا فلمینگ، آنی جامپ کانن، هنریتا سوان لیویت و آنتونیا مووری اشاره کرد. این کارکنان با عنوان «حرم سرای پیکرینگ» و یا، با احترام بیشتر، رایانه دانشگاه هاروارد خطاب می‌شدند. اما آنها دستاوردهای بسیار بزرگی داشتند که در پیش‌برد اخترشناسی گامهای بلندی محسوب می‌شود.